# دبوریه
دبوریه (به لاتین: Daburiyya) یک منطقهٔ مسکونی در اسرائیل است که در شمال واقع شده‌است.